# Kanton Derval
Kanton Derval (fr. Canton de Derval) je francouzský kanton v departementu Loire-Atlantique v regionu Pays de la Loire. Tvoří ho šest obcí.

## Obce kantonu
- Derval
- Jans
- Lusanger
- Mouais
- Saint-Vincent-des-Landes
- Sion-les-Mines